# Luc Van den Bossche
Luc Van den Bossche (ur. 16 września 1947 w Aalst) – belgijski i flamandzki polityk oraz prawnik, parlamentarzysta, minister w rządzie regionalnym, minister i wicepremier w rządzie federalnym, działacz Partii Socjalistycznej. Ojciec polityk Freyi Van den Bossche.

## Życiorys
W 1970 ukończył studia prawnicze na Uniwersytecie Gandawskim, po czym rozpoczął praktykę adwokacką. Pracował także jako nauczyciel akademicki na macierzystej uczelni. Zaangażował się w działalność polityczną w ramach flamandzkiej Partii Socjalistycznej. Był wiceprzewodniczącym, a w latach 1974–1977 przewodniczącym socjaldemokratycznej organizacji młodzieżowej Jongsocialisten.
Z ramienia socjalistów w latach 1981–1995 i ponownie w 1999 sprawował mandat posła do Izby Reprezentantów. W latach 1985–1995 był również członkiem rady Regionu Flamandzkiego i następnie Parlamentu Flamandzkiego. W 1988 był sekretarzem stanu do spraw edukacji, jeszcze w tym samym roku przeszedł do rządu regionalnego. Odpowiadał w nim za służbę cywilną (1988–1995), sprawy wewnętrzne (1988–1992) i edukację (1992–1998). Od 1995 do 1998 pełnił jednocześnie funkcję wicepremiera. W drugiej połowie lat 90. zasiadał także w Komitecie Regionów.
W latach 1998–2003 był członkiem federalnych gabinetów, którymi kierowali Jean-Luc Dehaene i Guy Verhofstadt. Zajmował stanowiska wicepremiera (od września 1998 do lipca 1999), ministra spraw wewnętrznych (od września 1998 do lipca 1999, od czerwca 1999 odpowiadając również za resort zdrowia), ministra służb publicznych i modernizacji administracji publicznej (od lipca 1999 do lipca 2003).
Zrezygnował następnie z aktywności politycznej. W latach 2003–2005 był dyrektorem generalnym, a od 2005 do 2011 przewodniczącym rady dyrektorów  przedsiębiorstwa zarządzającego brukselskim portem lotniczym. Później obejmował kierownicze stanowiska w koncernie finansowym Optima.